# NodeIRC
 (août 2023).
NodeIRC est un client IRC graphique écrit en Visual Basic et disponible selon les termes de la licence GPL sur les plateformes Windows. Il se distingue des autres clients IRC par son intégration native du navigateur web Internet Explorer.

## Fonctionnalités
- Support des connexions multi-serveurs ;
- Affichage d'images en remplacement des smileys ;
- Possibilité d'ajouter des fonctionnalités par des scripts en Visual Basic ;
- Intégration native du navigateur web Internet Explorer ;
- Affichage des salons et du navigateur web par onglets ;
- Support de statuts de disponibilité des utilisateurs analogues à ceux des messageries instantanées (en ligne, occupé, absent, etc.) ;
- Création de listes d'amis ;
- Commandes lors de la connexion ;
- Enregistrement des conversations ;
- Raccourcis clavier ;
- Horodatage ;
- Interaction avec le logiciel Winamp.